# Ludwig Schick

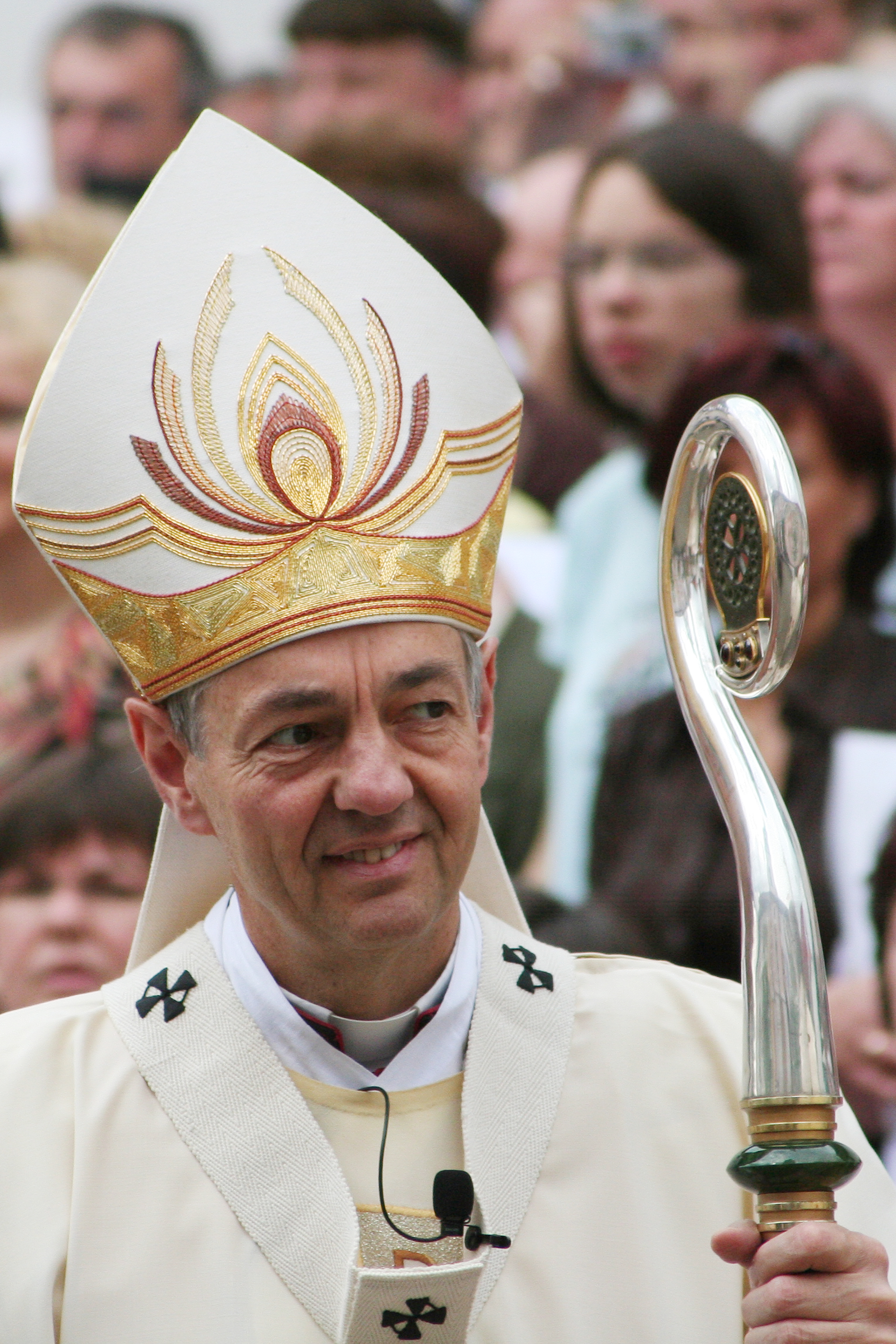
Ludwig Schick (2007)

Ludwig Schick (* 22. September 1949 in Marburg) ist ein deutscher römisch-katholischer Geistlicher und war von 2002 bis 2022 der 75. Erzbischof von Bamberg und Metropolit der Kirchenprovinz Bamberg. Davor war er Generalvikar und Weihbischof in Fulda sowie Professor für Kirchenrecht an der Theologischen Fakultät Fulda.

## Leben

### Jugend und Ausbildung
Ludwig Schick wurde am 22. September 1949 als zweites Kind des Steuerinspektors Josef Schick und seiner Frau Auguste im hessischen Marburg geboren. Die Familie zog ins wenige Kilometer entfernte Mardorf. Nach dem Besuch der Stiftsschule St. Johann in Amöneburg legte er 1969 das Abitur ab. Anschließend studierte er katholische Theologie und Philosophie an der Theologischen Fakultät Fulda und der Julius-Maximilians-Universität Würzburg. Seit 1972 ist er Mitglied der katholischen Studentenverbindung W.K.St.V. Unitas-Hetania zu Würzburg. Am 15. Juni 1975 empfing er durch Bischof Eduard Schick, mit dem er nicht verwandt ist, im Fuldaer Dom das Sakrament der Priesterweihe und wirkte anschließend als Kaplan in Neuhof (bei Fulda) und Präses der dortigen Kolpingsfamilie. Im folgenden Jahr wurde er für das Doktoratsstudium in Kanonischem Recht in Rom freigestellt; dort war er auch als Vizerektor im Päpstlichen Institut Santa Maria dell’Anima engagiert. 1980 wurde er mit einer Dissertation Das dreifache Amt Christi und der Kirche. Zur Entstehung und Entwicklung der Trilogien an der Päpstlichen Universität Gregoriana promoviert.

### Kirchlicher Werdegang
Seit 1981 lehrte Schick an der Theologischen Fakultät Fulda und am Katholischen Seminar der Philipps-Universität Marburg von 1985 bis 2002. Er war Lehrstuhlinhaber für Kirchenrecht.
Von 1981 bis 1987 war er Mitarbeiter am bischöflichen Offizialat Fulda und von 1981 bis 1993 Ökumenereferent und Vorsitzender der Ökumenischen Kommission. 1987 wurde er zum Domkapitular im Bistum Fulda berufen und am 1. September 1995 zum Generalvikar der Diözese ernannt. Papst Johannes Paul II., der ihm bereits 1996 den Titel Päpstlicher Ehrenprälat verliehen hatte, ernannte Schick am 20. Mai 1998 zum Titularbischof von Auzia und zum Weihbischof in Fulda. Die Bischofsweihe spendete ihm Erzbischof Johannes Dyba am 12. Juli desselben Jahres. Mitkonsekratoren waren Johannes Kapp, Weihbischof in Fulda und Álvaro Ramazzini, Bischof von San Marcos. Sein Wahlspruch lautet: Sapientia nobis a Deo („Jesus Christus, unsere Weisheit, von Gott gegeben)“. In seiner Fuldaer Zeit war er auch Präses der Kolpingsfamilie Rothemann.
Am 28. Juni 2002 wurde er von Johannes Paul II. zum Erzbischof im Erzbistum Bamberg ernannt und am 21. September desselben Jahres vom Apostolischen Nuntius Giovanni Lajolo feierlich in sein Amt eingeführt. Am 29. Juni 2003 empfing Schick in Rom von Papst Johannes Paul II. das Pallium.
2007 wurde er von Kardinal-Großmeister John Patrick Kardinal Foley zum Großoffizier des Ritterordens vom Heiligen Grab zu Jerusalem ernannt und am 15. September 2007 durch Reinhard Marx, Großprior der deutschen Statthalterei, investiert.
Die sportlichen Aktivitäten Schicks würdigte Horst Seehofer aus Anlass des 60. Geburtstags 2009: Im „Sinne einer Vernetzung der katholischen Kirche mit anderen gesellschaftlich relevanten Kulturträgern intensivierte er den seelsorglichen Einsatz in Sportvereinen oder im Rahmen der Fussballweltmeisterschaft, ein Engagement, das durch persönliche Aktivitäten im sportlichen Bereich in seiner Glaubwürdigkeit unterstützt wird.“
Papst Franziskus nahm am 1. November 2022 sein bereits vor Erreichen der Altersgrenze für Bischöfe eingereichtes Rücktrittsgesuch an. Nach Angaben des Erzbistums Bamberg habe Schick bereits im April in einer Privataudienz seinen Rücktritt angeboten, um „die bevorstehenden wichtigen Entscheidungen und Weichenstellungen im Erzbistum einem jüngeren Nachfolger überlassen“. Der Papst habe ihn zunächst gebeten, weiter im Amt zu bleiben, der Bitte aber „nach nochmaligem Vortragen meiner Gründe“ Ende September entsprochen.

### Funktionen und Mitgliedschaften

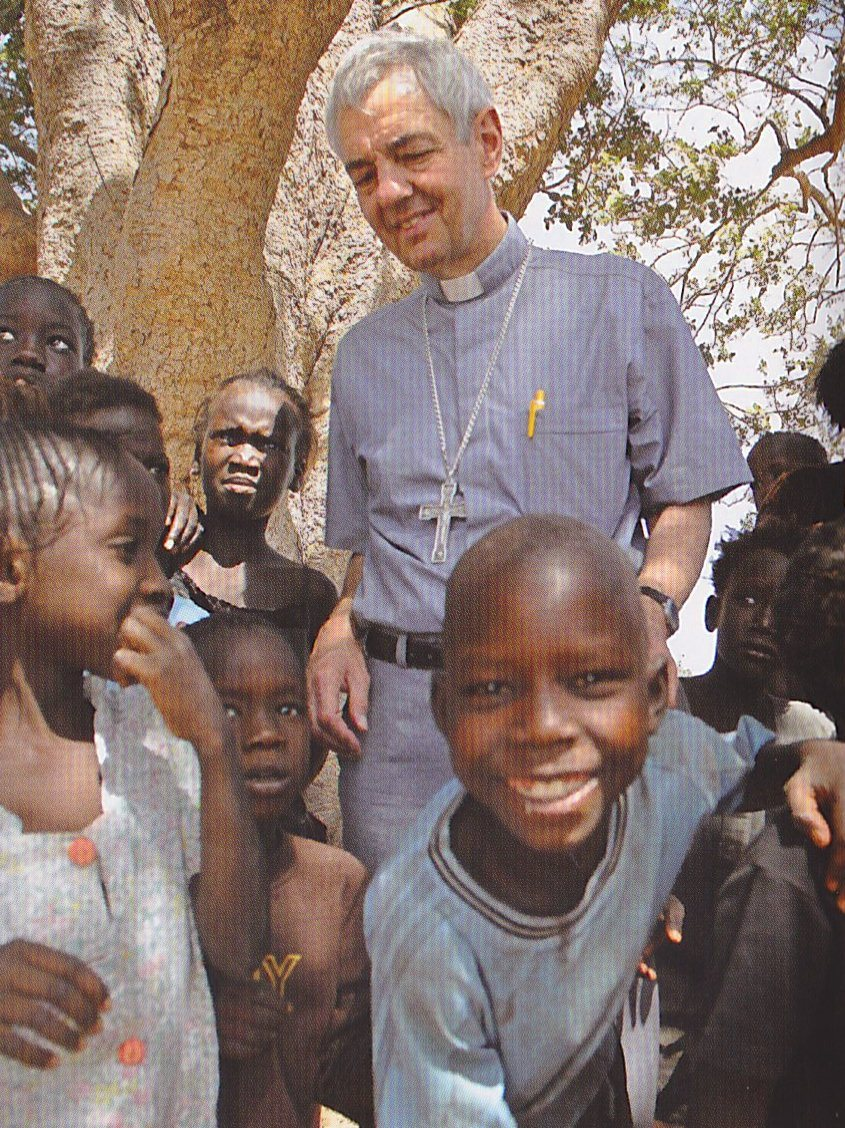
Ludwig Schick in Afrika (2009)

Ludwig Schick war bis 2022 Mitglied in folgenden überdiözesanen Gremien:
- Deutsche Bischofskonferenz:
  - Kommission Weltkirche seit 1998, deren Vorsitzender von September 2006 bis September 2021.
  - Pastoralkommission (stellvertretender Vorsitzender).
  - Beauftragter der Deutschen Bischofskonferenz für Männerseelsorge seit November 2001.
- Stellvertretender Vorsitzender der Freisinger Bischofskonferenz, seit September 2002.

### Stiftungen
Erzbischof Ludwig Schick gründete in Bamberg zwei Stiftungen, die Familienstiftung Kinderreich und die Stiftung Brot für alle Menschen.
- Familienstiftung Kinderreich

Die Familienstiftung Kinderreich soll Schicks Vorstellungen bezüglich Familien in der Praxis umsetzen. Nach diesen ist die Familie die Urzelle des gesellschaftlichen und kirchlichen Lebens. In ihr werde eine ganzheitliche Bildung zum Menschsein vermittelt. Aus Schicks Sicht werden in der Familie Werte wie Rücksicht, Hilfsbereitschaft, Vergeben und Neubeginn täglich gefördert.
- Stiftung Brot für alle Menschen

Mit seiner Stiftung Brot für alle Menschen verfolgt Schick eine dreifache Zielsetzung. Zum einen soll durch sie in den Entwicklungsländern die kleinteilige Landwirtschaft gefördert werden. Weiterhin will sie dazu beitragen, dass den Kleinbauern qualitativ hochwertiges Saatgut sowie Düngemittel und Bewässerungsanlagen zur Verfügung stehen. Das zweite Standbein der Stiftung ist die Vermittlung von Know-how, insbesondere in der landwirtschaftlichen Fachausbildung. Hier soll im Senegal oder Niger eine Landwirtschaftsschule gefördert werden. Als drittes sollen Finanzmittel für akute Notfälle bereitstehen, besonders in der Sahelzone und im Norden Afrikas, wo es nach außerordentlichen Dürreperioden immer wieder zu Ernteausfällen kommt. Es sollen für Menschen, die vom Verhungern bedroht sind, Finanzmittel bereitgestellt werden, um Nahrungsmittel anzukaufen.

## Erzbischöfliches Wappen

Erzbischöfliches Wappen

Die Blasonierung lautet: Geviert; in Feld 1 und 4 in Gold ein rechtsgewandter, mit einer silbernen Schrägrechtsleiste überdeckter, rot bewehrter schwarzer Löwe; in Feld 2 in Rot ein silbernes Buch, dessen Einband mit den schwarz gezeichneten verschränkten griechischen Buchstaben tau und rho, dem Staurogramm verziert ist, an dessen Seiten die Buchstaben Alpha und Omega; in Feld 3 in blau ein geflochtener silberner Korb mit fünf silbernen Broten.
Symbolik: Feld 1 und 4 zeigen das Wappen des Erzbistums Bamberg, Feld 2 und 3 die privaten Bestandteile des bisherigen weihbischöflichen Wappens. Buch und Brote stehen für das Wort Gottes im Evangelium und für die Eucharistie, zugleich auch für die Fuldaer Bistumsheiligen Bonifatius (Buch der Frohen Botschaft) und Elisabeth von Thüringen (Brote der Nächstenliebe). Biografisch symbolisieren sie Marburg als Taufort und Fulda als Weiheort Ludwig Schicks.
Der Schild ist von den heraldischen Rangzeichen eines Metropoliten (Erzbischofs) umgeben: dem goldenen Doppelkreuz, dem grünen Prälatenhut mit beiderseits je zehn grünen Quasten an Schnüren und dem weißen Pallium. Das Pallium und das zweibalkige Vortragekreuz sind die Rangzeichen eines regierenden Metropoliten einer Kirchenprovinz. Unterhalb von Schild und Pallium steht auf einem weißen Schriftband der persönliche Wahlspruch Schicks: „Sapientia nobis a Deo“ – „Die Weisheit, die uns von Gott gegeben ist“ (1. Kor 1,30).

## Bischöfliche Insignien

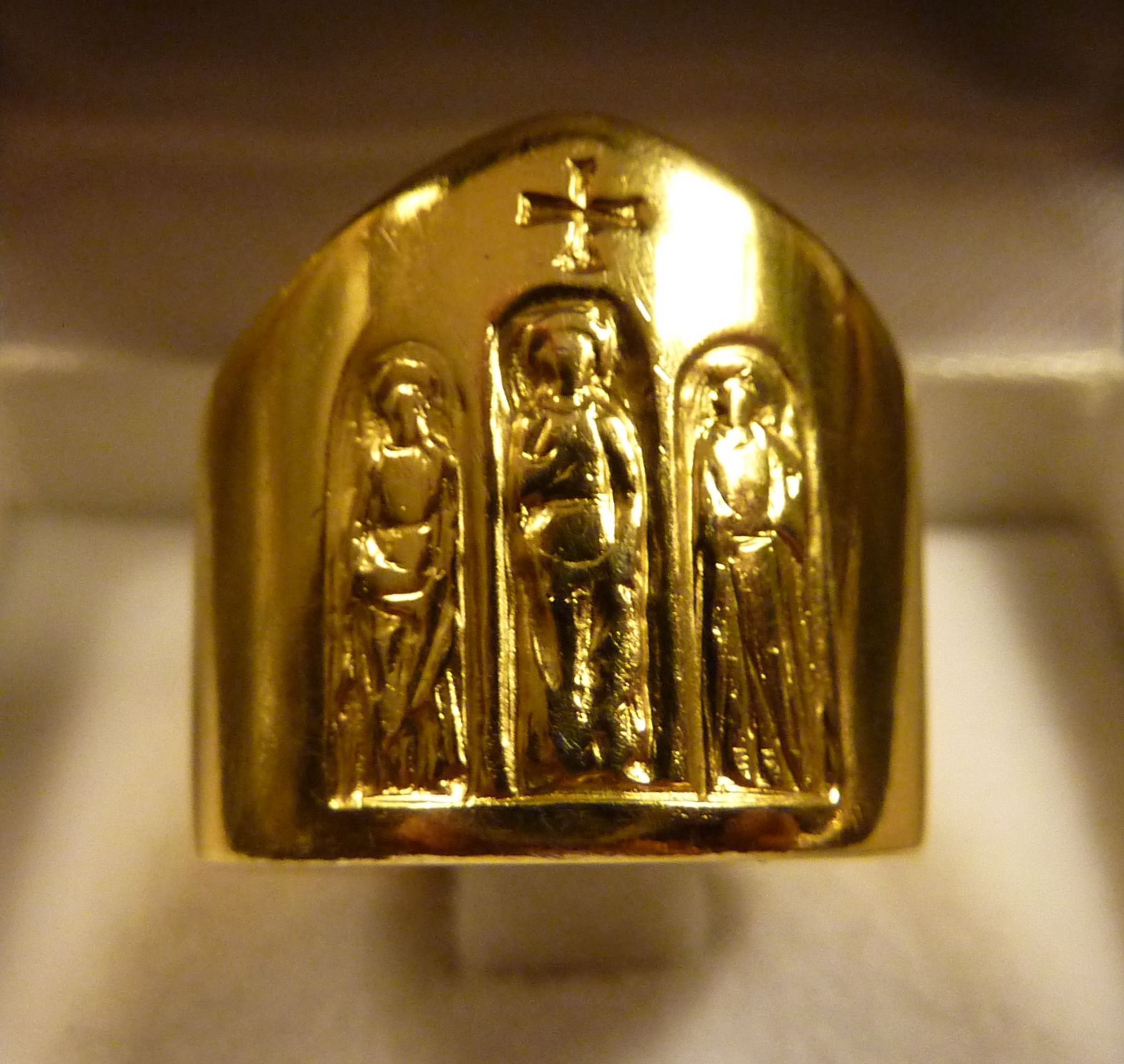
„Konzilsring“, wie ihn Papst Paul VI. am Ende des Zweiten Vatikanischen Konzils 1965 allen teilnehmenden Bischöfen schenkte

Die Mitra ist ein Geschenk zu Schicks Bischofsweihe von der Pfarrei, in der er 22 Jahre als Subsidiar tätig war. Sie wurde von Schwester Hilaris Haarengel OSB in der Benediktinerinnenabtei zur Heiligen Maria in Fulda gefertigt. Schick legte auf eine bewusst schlichte Gestaltung Wert. In der Mitte befindet sich ein gesticktes Kreuz, das mit einer einzigen Perle verziert ist. Das bedeutet für ihn: Als Bischof habe ich über mich hinauszuweisen auf Jesus Christus, den gekreuzigten und auferstandenen Herrn. Er mit seinem Evangelium ist die Perle, für die sich alles zu verkaufen lohnt, um sie zu erwerben.
Das Brustkreuz wurde in der Abtei Münsterschwarzach gefertigt. Auf silbernem Grund ist in Gold das Diagramm IHS (Jesus) aufgetragen. Die Bedeutung des Diagramms wandelte sich von der Antike bis zum Mittelalter von einem bloßen Namenssymbol zu einer Heilsbotschaft. Unter IHS verstanden die Theologen des Mittelalters die Abkürzung für Jesus Hominum Salvator = Jesus, Erlöser der Menschen. Schick versteht das Symbol auf seinem Brustkreuz in der mittelalterlichen Lesart als Hinweis auf Jesus, in dem Gott Mensch geworden ist.
Der Bischofsring ist ein echter Konzilsring, den Papst Paul VI. am Ende des Konzils allen Bischöfen schenkte. Er ist ein Geschenk von Eduard Schick, der an allen Sitzungen des Konzils teilnahm. Schick versteht den Ring als Zeichen der Treue sowohl zu seinem Erzbistum als auch zur nachkonziliaren Kirche.

## Positionen

### Bedeutung der Kirchenmusik
Gottesdienstliche Feiern versteht Schick als wirksamen Heilungsraum, in dem der Mensch mit seinen besten Kräften wieder in Einklang kommen kann. In diesem Rahmen entfaltet laut Schick die Kirchenmusik eine therapeutische Wirkung, indem sie – und dies gilt sowohl für harmonische als auch für dissonante Kompositionen – die Disharmonie der Welt zur Harmonie Gottes führt und so Heilung bewirken kann. Schick betont den missionarischen Charakter der Kirchenmusik, den eine künstlerisch hochwertige Musik zu verwirklichen in der Lage ist. „Kirchenmusik lässt Gott spüren und wahrnehmen, indem sie Stille schafft und in die Tiefen der menschlichen Seele hineinführt.“

### Nachhaltigkeit

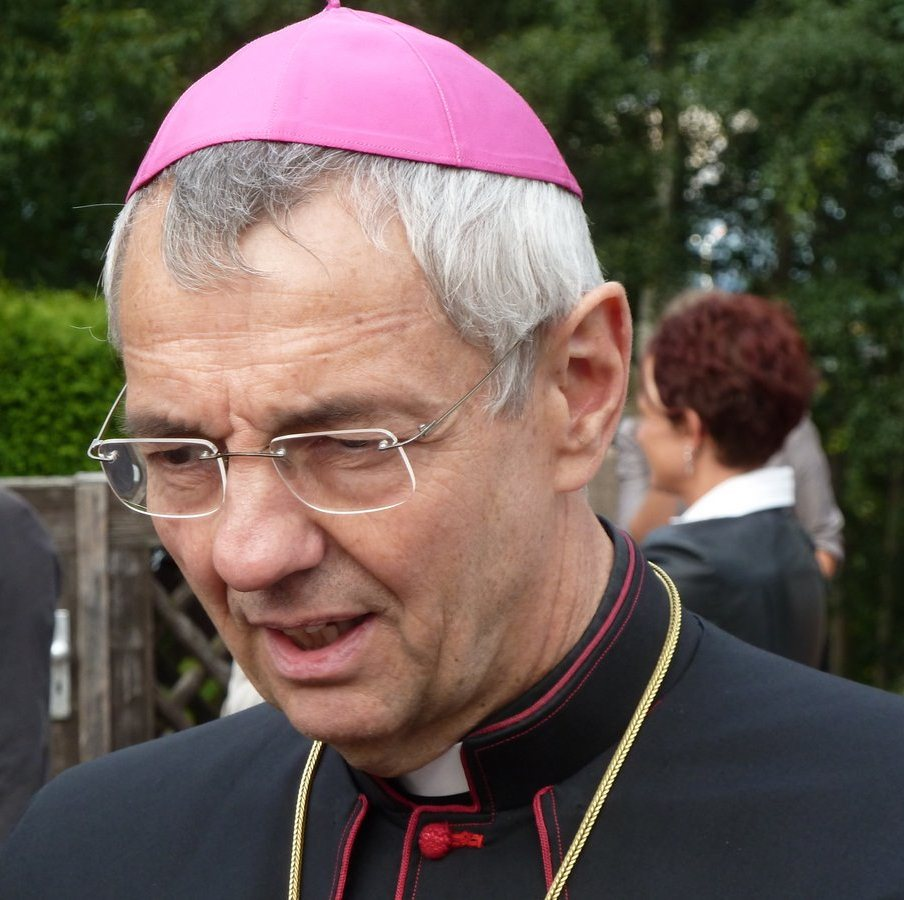
Ludwig Schick (2011)

In seiner Funktion als Vorsitzender der Kommission Weltkirche forderte Schick 2011 einen bewussteren Umgang mit Lebensmitteln, die in der westlichen Welt in unverantwortlicher Weise verschwendet würden. Er bezeichnete den von den Industrienationen verursachten Klimawandel als Hauptursache für den Hunger in den armen Ländern, in denen aufgrund von Dürre oder Überschwemmungen immer geringere Ernten erzielt werden könnten. Deshalb müsse die nächste UN-Klimakonferenz konkrete Ergebnisse gegen den CO2-Ausstoß bringen, die Monopolisierung der Lebensmittel sowie der Ankauf großer Land- und Wasserflächen verhindert werden. Die Menschen in den Industrienationen müssten durch bewusste Ernährung, Energiesparen und Konsumverzicht ihren Beitrag zur Verringerung des Hungers in der Welt leisten. „Wenn Ackerboden, Nahrungsmittel und Wasservorräte zu Spekulationsobjekten der Reichen dieser Welt werden, sind die Armen die Totalverlierer.“

### Frauenordination
Erzbischof Schick schließt eine Weihe von Frauen in der katholischen Kirche nicht aus. „Ich setze mich dafür ein, dass die Frauen in der Kirche eine große, gleichberechtigte Rolle haben“, sagte Schick am 16. Februar 2022 in der Sendung „Jetzt red i“ im BR-Fernsehen. „Wir werden keine Kirche bleiben, in der Frauen nicht gleichberechtigt sind.“ Er habe den Eindruck, dass es derzeit auf allen Ebenen vorangehe. „Ich denke, es wird dann auch in Rom ein Konzil oder eine Synode geben.“ Aktuell habe man die theologische Voraussetzung, dass nur Männer zum Priester geweiht werden können. Ob das aber so bleibe, wisse er nicht, so Schick. Nach seiner Emeritierung sagte er im Oktober 2023 in einem Interview, er fände es gut, wenn Frauen in der katholischen Kirche Priesterinnen werden dürften; dadurch würde die Welt „zumindest weiblicher“ aussehen, und das wäre sehr gut.

### Politische Aussagen
Schick wandte sich wiederholt öffentlich gegen rassistische und antisemitische Aussagen und Bewegungen.
Im Zusammenhang mit der im Sommer 2013 erfolgten Entlassung eines Bamberger Studenten aus dem Priesterseminar Würzburg, der laut einer externen Untersuchungskommission mindestens drei „völlig inakzeptable und unerträgliche KZ-Witze“ erzählt und überdies Adolf Hitler imitiert hatte, äußerte sich Schick: „Mich beunruhigen antisemitische und rassistische Äußerungen und Tendenzen sowie die Verherrlichung von Nazisymbolen und Nationalismus in unserer Gesellschaft aufs Äußerste – vor allem, wenn es im kirchlichen Raum geschieht.“
Bei einer Predigt am 18. Dezember 2014 im oberfränkischen Drügendorf äußerte sich Schick ablehnend gegenüber den Aktionen der islamkritischen Protestbewegung Pegida. Er widersprach zwar nicht ihrer Kernthese, dass der Islam stärker werde. Das Problem sei, dass das Christentum schwächer werde. Christen sollten, anstatt zu demonstrieren, in einen „Dialog der Wahrheit und Liebe mit Andersdenkenden“ eintreten. Auch nach Protesten gegen diese Stellungnahme bekräftigte Schick nachdrücklich seinen Appell an alle Christen, nicht an Pegida-Aktionen teilzunehmen. Zur Begründung schrieb er, dass Pegida nach Analysen von Experten und Institutionen etwas sei, das „ganz oder teilweise nicht mit christlichen Grundsätzen und den Werten des Evangeliums übereinstimme“. Anschließend bekam Schick – nach Auskunft des Bistums „tagtäglich“ – in Zuschriften, Mails und auf Facebook Hasskommentare bis hin zu Todesdrohungen.
Nachdem Schick bei einer Podiumsdiskussion in Nürnberg im November 2016 auf die Frage, ob die katholische Kirche auch einen Moslem als Bundespräsidenten akzeptieren würde, geantwortet hatte, dass die Kirche jede von einer demokratischen Mehrheit getroffene Entscheidung akzeptiere, erhielt er Anfeindungen und Morddrohungen, insbesondere von Anhängern der AfD. Die Bürgermeister der Bischofsstadt Bamberg verurteilten die „Hasstiraden“ gegen den Erzbischof scharf. Schick fügte hinzu, er bezweifle jedoch, dass eine derartige Entscheidung „den Rückhalt der Gesellschaft fände“.
Zu dem Anschlag auf zwei Moscheen im neuseeländischen Christchurch im März 2019 äußerte Schick, dass jeder, der sich den Namen dieser Stadt bewusst mache, Abscheu empfinden müsse.
Im Januar 2021 erklärte Schick nach dem Sturm auf das Kapitol in Washington am 6. Januar 2021, dass die Schuldigen vor Gericht gestellt werden müssten; davon könne auch Präsident Donald Trump nicht ausgenommen sein. Trump habe als Staatsoberhaupt die Spaltung der Gesellschaft im eigenen Land befeuert und das Auseinanderfallen der internationalen Staatengemeinschaft vorangetrieben.

## Versäumnisse bei der Aufdeckung von sexuellem Missbrauch
Am 23. September 2022 teilte das Erzbistum Bamberg mit, dass nach erneuter Durchsicht von Personalakten erwiesen sei, dass der 2005 gestorbene Priester Dieter Scholz seit seiner Kaplanszeit wiederholt sexuelle Übergriffe begangen habe. Dies sei dem Erzbistum seit 1963 bekannt gewesen, und Scholz habe die Taten eingestanden. Der Priester sei zweimal als Seelsorger in Bolivien tätig gewesen, dazwischen und danach an verschiedenen Orten im Erzbistum Bamberg, u. a. von 1972 bis 1995 als Pfarrer von Wallenfels. 2003 sei er regulär in den Ruhestand versetzt worden. Erzbischof Ludwig Schick räumte schwere Versäumnisse der Bistumsleitung ein; er selbst habe erst nach dem Tod des Priesters von den Vorgängen erfahren. Dem Erzbischof wird vorgeworfen, dass er in den 16 Jahren seitdem keinerlei Mitteilung darüber und auch keine Aufrufe an eventuelle weitere Betroffene, sich zu melden, gemacht habe, obwohl die 2016 gegründete Unabhängige Kommission zur Aufarbeitung sexuellen Kindesmissbrauchs empfohlen hatte, dass Schritte der Aufarbeitung „der Öffentlichkeit mitgeteilt werden müssen“. Auch seien in seiner Amtszeit als Erzbischof die Personalakten von Dieter Scholz nicht ausreichend überprüft worden, als sich weitere Opfer von sexuellem Missbrauch an das Erzbistum wandten.

## Publikationen (Auswahl)

### Bücher
- Das dreifache Amt Christi und der Kirche. Zur Entstehung und Entwicklung der Trilogien. Gang Verlag Frankfurt am Main/Bern 1982, ISBN 3-8204-5981-2 (Dissertation 1980).
- Die Pfarrei. Betrachtungen zu einer theologisch-kanonistischen Ortsbestimmung. EOS Verlag St. Ottilien 1988, ISBN 3-88096-426-2.
- ...und ist Mensch geworden. Ein Begleiter für die Advents- und Weihnachtszeit. Herder Verlag 2006, ISBN 978-3-451-29251-4.
- Vater unser – Betrachtungen. Heinrichs-Verlag Bamberg 2008, ISBN 978-3-89889-136-3.
- Paulus in Christus – für Christus. Heinrichs-Verlag Bamberg 2008, ISBN 978-3-89889-137-0.
- Was der Bamberger Dom uns sagen kann. Heinrichs Verlag Bamberg 2012.

## Ehrungen
- 1986: Päpstlicher Ehrenkaplan, Ernennung durch Papst Johannes Paul II.
- 1996: Päpstlicher Ehrenprälat, Ernennung durch Papst Johannes Paul II.
- 2002: Ehrenring der Stadt Fulda[22]
- 2007: Aufnahme in den Ritterorden vom Heiligen Grab zu Jerusalem
- 2007: Bundesverdienstkreuz I. Klasse des Verdienstordens der Bundesrepublik Deutschland
- 2010: Aufnahme in die KAV Capitolina Rom im CV
- 2010: Bayerische Verfassungsmedaille in Gold
- 2010: Ehrenbürgerwürde von Polanów in Pommern[23]
- 2012: Stadtrechts- und Hochstiftsmedaille der Stadt Bamberg
- 2013: Bayerischer Verdienstorden
- 2015: Ehrenbürgerschaft der Stadt Amöneburg